# 丕
丕（ひ）は、漢姓の一つ。

## 中国の姓

### 著名な人物
- 丕鄭 - 春秋時代の晋の大夫。
- 丕豹 - 春秋時代の秦の穆公の政治家。丕鄭の子。

## 朝鮮の姓
丕（ひ、ピ、朝: 비）は、朝鮮人の姓の一つである。

### 氏族
本貫は龍西丕氏のみ。2015年の調査では龍西丕氏が7人、残りの9人の本貫は不明。

### 人口と割合
1930年度国勢調査の時初めて現れ、8世帯があった。しかし 1960年度国勢調査の時には確認されなかった。
| 年度   | 人口 | 世帯数 | 順位 | 割合 |
| ------ | ---- | ------ | ---- | ---- |
| 2000年 | 90人 |        |      |      |
| 2015年 | 16人 |        |      |      |